# Usini
Usini (sardinsky: Ùsini) je italská obec (comune) v provincii Sassari v regionu Sardinie. Nachází se ve výšce 200 metrů nad mořem a má přibližně 4 200 obyvatel. Rozloha obce je 30,74 km².